# 藤岡幹大
藤岡 幹大（ふじおか みきお、男性、1981年（昭和56年）1月19日 - 2018年（平成30年）1月5日）は、日本のギタリスト、ソングライター。
MI JAPAN講師、仮BANDのメンバーとしても活動し、教則本『アドリブ・ギター虎の巻』シリーズの著者としても知られる。ジャンルはロックやジャズ、フュージョンなど。兵庫県南あわじ市出身。身長158cm。既婚で2女あり。

## 経歴

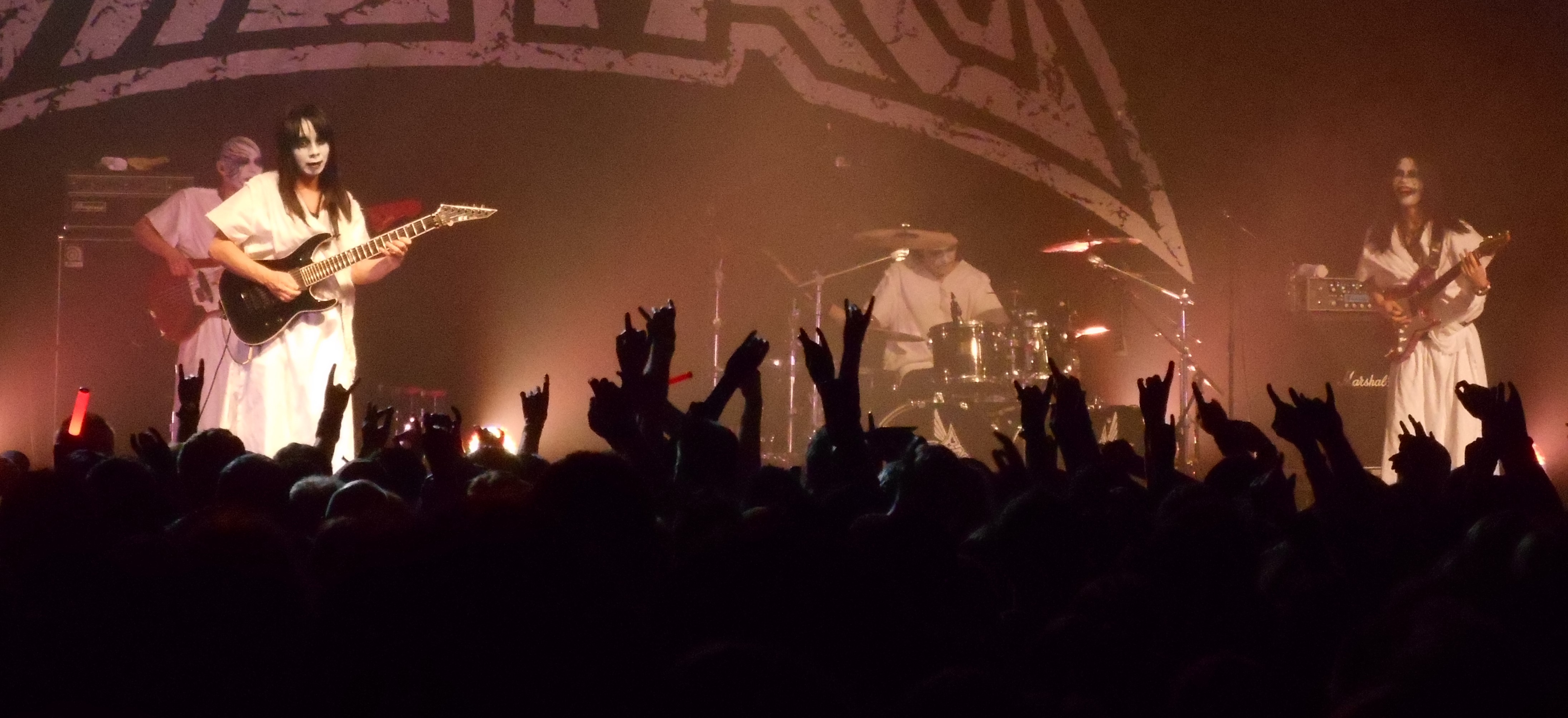
Danforth Music Hallでのライブで神バンドのメンバーとして演奏する藤岡（左から2人目）（2015年、トロント）

兵庫県立三原高等学校（現・兵庫県立淡路三原高等学校）進学後に同級生等とバンドを組み、アマチュア活動を開始。
高校卒業後、MI JAPAN大阪校に入学。在学時にMI JAPAN・YOUNG GUITAR主催のGIT MASTERS 2000に入賞したことがきっかけで、卒業後の2001年から同校の講師となる。2002年より同校のGIT-DX科で教鞭を執る。2005年からは東京に拠点を移し、MI JAPAN東京校に講師として就任。その後、YOUNG GUITAR誌でコラムの連載を開始。
2007年に藤岡幹大 of TRICK BOX名義にてアルバム『TRICK DISC』でデビューしたほか、教則本『アドリブ・ギター虎の巻』シリーズを創刊。その後、rain bookや小林由佳などでスタジオ・ミュージシャンとしての活動も開始する。
2012年から、Aimerがバンド形態でのライブを始めるのに合わせてサポートを開始。2013年からは、BABYMETALをサポートする神バンドでギターを担当。2014年、デビュー以降活動休止していたTRICK BOXのライブを開催。また、同年から大村孝佳のライブに不定期でゲストとして出演。
2015年11月30日、高円寺show boatでのセッションバンドが発展し、bass:BOH、drums:前田遊野とともに仮BANDを結成。2度のライブパフォーマンスを経て、1stミニアルバムを3日でレコーディングし、2017年4月26日に発売する。同年に楽器メーカーのESPより、シグネイチャーモデルギターを発売。
2018年1月5日、36歳で死去。Twitterでの報告では、前年12月30日の天体観測中に高所から落ち、療養中に容態が急変し死亡したとしている。

## 人物
小学生の頃、気象や天体が好きで、小学校入学の時に天体望遠鏡を買ってもらい、それで星をよく見ていた（その後も天体観測を趣味としている）。当時は歌謡曲やアニメソングが好きで、特に哀愁のある曲を聴いていた。その頃に初めて買ったCDはGAOの「サヨナラ」で、他には工藤静香の「慟哭」なども買ったりしていたという。また、『まじかる☆タルるートくん』のED曲（秋山みどり「キミと世界征服!?」）や『キテレツ大百科』のED曲（坂上香織「レースのカーディガン」）なども好きだったと語っている。
中学時代にレスポール･タイプのギターを入手することでギター人生をスタートさせるものの､最初の頃は弾き方がわからず､ずっと磨いていたという。その後､ポール・ギルバートやイングヴェイ・マルムスティーン､スティーヴ・ヴァイらの音楽に触れることでギターの腕を磨いていった。それ以外にも影響を受けた（好きな）ギタリストとして、ジェフ・ベックやスコット・ヘンダーソン、ジャコ・パストリアスなどを、バンドにはピンク・フロイドやキング・クリムゾンなどを挙げている。

## 死後
藤岡の2人の女児の養育資金を募る為にC4のTOKIと大村孝佳、GO（SADS）、前田遊野らは基金プロジェクト「My Little God」を立ち上げた。また、2018年に教え子であり親友でもある大村が藤岡の訃報を受け、機材を受け継いでいくことを公表した。
前述の基金による藤岡の追悼ライブがいくつか行われており、2018年4月に神奈川県のCLUB CITTA'で「My Little God」と題したライブが開催されたほか、2019年1月には生誕地である兵庫県淡路島の洲本市文化体育館 大ホールで「The Hill Of Wisteria」と題したライブが開催されており、いずれも藤岡に縁のあるアーティストが出演し、後にDVD化された。
その他、追悼イベントも行われており、藤岡の手書き譜面展&ライヴ写真展［Pictures］が2018年11月上旬の三日間に亘って、東京都のシンコーミュージック・アネックスビルにて開催され、手書き譜面展は、雑誌YOUNG GUITARにおける様々な奏法企画や教則系ムックの制作に携わった際に執筆した原稿の一部を展示、ライヴ写真展では、仮BANDが2017年10月にshibuya eggmanでライヴを行なった際に撮影された写真の展示が行われた。
彼の死は、BABYMETALのサポートバンドとして数年間に亘り国際舞台で活動し実績を残してきた事もあり、ビルボード誌やケラング!誌など海外の多くのメディアでも報道された。

## 使用機材
ギター
- Martin OOOC-16GTE
- ESP E-II HORIZON FR-7
- ESP SNAPPER-7 Fujioka Custom
  - 7弦仕様のシグネイチャーモデル。アルダーボディにハードメイプルネックがデタッチャブル方式でジョイントされており、ジョイント部は新たに開発された「T-5 Ultimate Access」を採用。ジェスカー製のフレットやチューニングの狂いを最小限に抑えるロック式トレモロのフロイド・ローズを搭載しているほか、ピックアップはアクティブタイプのEMGの「707」と「707TW」のコンビネーションを搭載。ネックポジションの「707TW」は、ミニスイッチでシングルモードに切り替える事が可能となっており、切り替える事で強制的にシングルモードの音色にシフトする[11]。
- ESP SNAPPER Fujioka Custom
  - 6弦仕様のシグネイチャーモデル。上記の7弦仕様との主な違いとして、ジョイントは5点止めボルトオン式になっているほか、ピックアップはセイモア・ダンカンの「SH-1n」（フロント）、「SSL52-1」（ミドル）、「SH-4」（リア）の組み合わせで、ミニ・スイッチによりコイル・スプリット・モードへ切り替えることができ（強制的にコイル・スプリット・モードの音色へシフトする）、ブリッジにはESPの「フリッカーⅢ」がセレクトされている[26]。
- EDWARDS E-SN7-194MF
- EDWARDS E-SN-190MF

## ディスコグラフィ

### アルバム
- 『TRICK DISC』（2007年3月21日、Tricycle ENTERTAINMENT）藤岡幹大 of TRICK BOX名義。

ロック・インストゥルメンタルを中心としつつ、民族音楽や現代音楽からの影響もあった。当アルバム5曲目の「トントン拍子」ではブラジル出身のギタリスト、キコ・ルーレイロがゲスト参加していた。
1. 討ち入り前夜
2. 姫路城ver:TRICK BOX
3. 場面転換〜Bass Solo〜
4. HARMONYx
5. トントン拍子 featuring Kiko Loureiro(ANGRA)
6. イメージを持って踏切を渡る
7. 場面転換〜Afria〜
8. AMANITA PANTHERINA
9. girl from...
10. jam with Haruhisa

TRICK BOX
- 藤岡幹大 - E,Guitar、A,Guitar、Syamisen、Calimba and Voice
- 小川“Ogya”洋行 - E,Bass
- 野口広明 - Drums

Special Guest
- on“トントン拍子” キコ・ルーレイロ(ANGRA) - E,Guitar
- on“jam with Haruhisa” 内藤晴久 - E,Guitar
- on“姫路城ver:TRICK BOX” 大石久徳 - Keyboards
- on“イメージを持って踏切を渡る”“場面転換〜Afria〜”and“AMANITA PANTHERINA” 井上喜臣 - Chorus

### DVD
1. YOUNG GUITAR教則DVD『TRICK BOX：SP〜特製：奏法玉手箱〜』（2006年3月24日、シンコーミュージック・エンタテイメント）
2. 『My Little God』（2018年4月25日、Keasler Japan Limited）
3. 『My Little God at CLUB CITTA' KAWASAKI』（2018年11月7日、Keasler Japan Limited）
4. 『The Hill Of Wisteria -My Little God-』（2019年8月31日、Keasler Japan Limited）

### 書籍
1. 『アドリブ・ギター虎の巻〜ロック&ブルース編〜』株式会社シンコーミュージック・エンタテイメント、2007年9月27日。ISBN 978-4-401-63142-1。
2. 『アドリブ・ギター虎の巻〜ジャズ/フュージョン編〜』株式会社シンコーミュージック・エンタテイメント、2007年12月18日。ISBN 978-4-401-63162-9。
3. 『アドリブ・ギター虎の巻〜HR/HM編〜』株式会社シンコーミュージック・エンタテイメント、2008年2月22日。ISBN 978-4-401-63178-0。
4. 『アドリブ・ギター虎の巻〜オール・ジャンル編〜』株式会社シンコーミュージック・エンタテイメント、2008年3月19日。ISBN 978-4-401-63197-1。
5. 『ペンタトニック虎の巻』株式会社シンコーミュージック・エンタテイメント、2008年10月22日。ISBN 978-4-401-63244-2。
6. 『超個性的ギターリックの極意書 TRICK BOOK』株式会社シンコーミュージック・エンタテイメント、2009年3月12日。ISBN 978-4-401-63285-5。
7. 『アドリブ・ギター虎の巻〜続ロック&ブルース編〜』株式会社シンコーミュージック・エンタテイメント、2009年11月30日。ISBN 978-4-401-63355-5。
8. 『アドリブ・ギター虎の巻〜ジャム・セッション入門編〜』株式会社シンコーミュージック・エンタテイメント、2011年3月25日。ISBN 978-4-401-63536-8。
9. 『アドリブ・ギター虎の巻〜テクニカル・フュージョン編〜』株式会社シンコーミュージック・エンタテイメント、2012年10月26日。ISBN 978-4-401-63753-9。
10. 『アドリブ・ギター虎の巻〜ロック&ブルース編〜【改訂版】』株式会社シンコーミュージック・エンタテイメント、2012年12月18日。ISBN 978-4-401-63770-6。
11. 『アドリブ・ギター虎の巻〜ジャズ/フュージョン編〜【改訂版】』株式会社シンコーミュージック・エンタテイメント、2013年2月7日。ISBN 978-4-401-63787-4。
12. 『アドリブ・ギター虎の巻〜HR/HM編〜【改訂版】』株式会社シンコーミュージック・エンタテイメント、2013年3月13日。ISBN 978-4-401-63811-6。
13. 『アドリブ・ギター虎の巻〜オール・ジャンル編〜【改訂版】』株式会社シンコーミュージック・エンタテイメント、2013年3月28日。ISBN 978-4-401-63819-2。
14. 『バカテク・ギター虎の巻』株式会社シンコーミュージック・エンタテイメント、2013年8月8日。ISBN 978-4-401-63878-9。
15. 『アドリブ・ギター虎の巻〜スタジオ・ミュージシャン育成編〜』株式会社シンコーミュージック・エンタテイメント、2013年12月12日。ISBN 978-4-401-63933-5。
16. 『コレを知らずにプロにはなれない ギタリストのルール・ブック』株式会社シンコーミュージック・エンタテイメント、2014年7月17日。ISBN 978-4-401-64013-3。
17. 『こう弾けば確実に上手く見られる “巧”印象を与えガチなアコギの即効プチワザ集』株式会社シンコーミュージック・エンタテイメント、2014年12月17日。ISBN 978-4-401-64093-5。
18. 『アドリブ・ギター虎の巻〜ロック&ブルース編〜[保存版]』株式会社シンコーミュージック・エンタテイメント、2016年4月22日。ISBN 978-4-401-14568-3。
19. 『アドリブ・ギター虎の巻〜ジャズ/フュージョン編〜[保存版]』株式会社シンコーミュージック・エンタテイメント、2016年4月22日。ISBN 978-4-401-14569-0。
20. 『アドリブ・ギター虎の巻〜HR/HM編〜[保存版]』株式会社シンコーミュージック・エンタテイメント、2016年8月5日。ISBN 978-4-401-14574-4。
21. 『アドリブ・ギター虎の巻〜続ロック&ブルース編〜[保存版]』株式会社シンコーミュージック・エンタテイメント、2016年8月5日。ISBN 978-4-401-14575-1。
22. 『アドリブ・ギター虎の巻〜ジャム・セッション入門編〜[保存版]』株式会社シンコーミュージック・エンタテイメント、2016年11月4日。ISBN 978-4-401-14586-7。
23. 『アドリブ・ギター虎の巻〜テクニカル・フュージョン編〜[保存版]』株式会社シンコーミュージック・エンタテイメント、2016年11月4日。ISBN 978-4-401-14587-4。
24. 『アドリブ・ギター虎の巻〜オール・ジャンル編〜[保存版]』株式会社シンコーミュージック・エンタテイメント、2016年12月1日。ISBN 978-4-401-14588-1。
25. 『ギタリストなら誰でも持ってる“脳内コード・ブック"覚醒法』株式会社シンコーミュージック・エンタテイメント、2017年2月17日。ISBN 978-4-401-14589-8。
26. 『ペンタトニック虎の巻【改訂版】』株式会社シンコーミュージック・エンタテイメント、2017年3月18日。ISBN 978-4-401-64432-2。
27. 『バカテク・ギター虎の巻[保存版]』株式会社シンコーミュージック・エンタテイメント、2017年7月7日。ISBN 978-4-401-14602-4。
28. 『99％藤岡幹大（仮）』株式会社シンコーミュージック・エンタテイメント、2018年3月30日。ISBN 978-4-401-64577-0。
29. 『藤岡幹大の、ヤング・ギターのレッスンめっちゃたくさん！』株式会社シンコーミュージック・エンタテイメント、2018年11月5日。ISBN 978-4-401-64688-3。

## ライブサポート
- rain book
- 小林由佳
- Aimer
- 洸美
- BABYMETAL
- KinKi Kids

## レコーディング参加作品
アーティスト
- rain book
  - アルバム『童謡の風景〜みんなで歌おう〜』（2009年）
  - アルバム『童謡の風景2〜みんなで歌おう〜』（2010年）
  - アルバム『童謡の風景3〜みんなで歌おう〜』（2010年）
- 小林由佳 アルバム『Precious〜僕らの未来が咲く場所へと〜』（2010年）
- 加藤ひろあき シングル「テリマカシ」（2010年）
- 喜多村英梨 アルバム『証×明 -SHOMEI-』（2014年）
  - 「Nonfictionista」
- 野水いおり シングル「DARAKENA」（2014年）
  - ※大村孝佳と共演
- Aimer シングル「Brave Shine」（2015年）
  - 「AM03:00, 7月の翼」
- N.A.O. アルバム『Sparkle』（2015年）
- 大村孝佳 アルバム『I・RI・S』（2019年）
  - 「The Hill Of Wisteria」

オムニバス
- SOUND HOLIC アルバム『Metallical Astronomy』（2010年）
  - 「G.M.T.」
  - 「Demystify The Universe」

## 映像参加作品
アーティスト
- 大村孝佳
  - アルバム『Devil's In The Dark〜FINAL EDITION〜』（2015年）
    - ※付属のLIVE DVD「The Chronicle Of Metal Lovers」にゲスト出演

  - アルバム『Cerberus』（2016年）
    - ※付属のLIVE DVD「The Gathering Of Metal Warriors」にゲスト出演

  - DVD『METAL INITIATION』（2019年）
    - ※ゲスト出演